# Масерија Фронте Варола (Таранто)
Масерија Фронте Варола (итал. Masseria Fronte Varola) је насеље у Италији у округу Таранто, региону Апулија.
Према процени из 2011. у насељу је живело 147 становника. Насеље се налази на надморској висини од 254 м.